# Unione Sovietica ai Giochi della XX Olimpiade
L'Unione Sovietica partecipò ai Giochi della XX Olimpiade che si sono svolti a Monaco di Baviera dal 26 agosto all'11 settembre 1972, con una delegazione di 371 atleti impegnati in tutte le 22 discipline in programma per un totale di 180 competizioni. Portabandiera fu il lottatore Aleksandr Medved', alla sua terza Olimpiade, già medaglia d'oro a Tokyo 1964 e Città del Messico 1968.
La squadra conquistò il primo posto nel medagliere complessivo con un bottino di 99 medaglie: 50 d'oro, 27 d'argento e 22 di bronzo. I sovietici primeggiarono nei medaglieri dell'atletica leggera, della canoa/kayak, del ciclismo, della ginnastica e del pentathlon moderno. Vinsero inoltre i tornei di pallacanestro, pallanuoto maschile e pallavolo femminile. L'atleta più titolata fu Olga Korbut, vincitrice di tre medaglie d'oro nella ginnastica.

## Medaglie
| Medaglia | Nome | Sport              | Evento                         |
| -------- | --- | ------------------ | ------------------------------ |
| Oro      | Mykola Avilov | Atletica leggera   | Decathlon                      |
| Oro      | Anatolij Bondarčuk | Atletica leggera   | Lancio del martello            |
| Oro      | Valerij Borzov | Atletica leggera   | 100 metri                      |
| Oro      | Valerij Borzov | Atletica leggera   | 200 metri                      |
| Oro      | Ljudmila Bragina | Atletica leggera   | 1500 metri                     |
| Oro      | Nadežda Čižova | Atletica leggera   | Getto del peso                 |
| Oro      | Faïna Mel'nyk | Atletica leggera   | Lancio del disco               |
| Oro      | Viktor Saneev | Atletica leggera   | Salto triplo                   |
| Oro      | Jüri Tarmak | Atletica leggera   | Salto in alto                  |
| Oro      | Oleksandr Šaparenko | Canoa/kayak        | K1 1000 m                      |
| Oro      | Nikolaj Gorbačëv Viktor Kratasjuk | Canoa/kayak        | K2 1000 m                      |
| Oro      | Julija Rjabčinskaja | Canoa/kayak        | K1 500 m                       |
| Oro      | Katerina Kuryško Ljudmila Pinaeva | Canoa/kayak        | K2 500 m                       |
| Oro      | Vladas Česiūnas Jurij Lobanov | Canoa/kayak        | C2 1000 m                      |
| Oro      | Jurij Stecenko Valerij Didenko Jurij Filatov Vladimir Morozov | Canoa/kayak        | K4 1000 m                      |
| Oro      | Jurij Malyšev | Canottaggio        | Singolo                        |
| Oro      | Gennadij Koršikov Aleksandr Timošinin | Canottaggio        | Doppio                         |
| Oro      | Valerij Jardy Gennadij Komnatov Valerij Lichačëv Boris Šuchov | Ciclismo           | Cronometro a squadre           |
| Oro      | Vladimir Semenec Igor' Celoval'nikov | Ciclismo           | Tandem                         |
| Oro      | Elena Petuškova Ivan Kalita Ivan Kizimov | Equitazione        | Dressage a squadre             |
| Oro      | Viktor Klimenko | Ginnastica         | Cavallo con maniglie           |
| Oro      | Nikolaj Andrianov | Ginnastica         | Corpo libero                   |
| Oro      | Ljudmila Turiščeva | Ginnastica         | Concorso individuale           |
| Oro      | Olga Korbut | Ginnastica         | Trave                          |
| Oro      | Olga Korbut | Ginnastica         | Corpo libero                   |
| Oro      | Tamara Lazakovič Elvira Saadi Ljudmila Turiščeva Ljubov' Burda Olga Korbut Antonina Košel | Ginnastica         | Concorso a squadre             |
| Oro      | Šota Čočišvili | Judo               | Pesi medio-massimi             |
| Oro      | Rustem Kazakov | Lotta greco-romana | Pesi gallo                     |
| Oro      | Šamil' Chisamutdinov | Lotta greco-romana | Pesi leggeri                   |
| Oro      | Valerij Rezancev | Lotta greco-romana | Pesi massimi leggeri           |
| Oro      | Anatolij Roščin | Lotta greco-romana | Pesi super-massimi             |
| Oro      | Roman Dmitriev | Lotta libera       | Pesi mosca leggeri             |
| Oro      | Zagalav Abdulbekov | Lotta libera       | Pesi piuma                     |
| Oro      | Levan Tediašvili | Lotta libera       | Pesi medi                      |
| Oro      | Ivan Jarygin | Lotta libera       | Pesi massimi                   |
| Oro      | Aleksandr Medved' | Lotta libera       | Pesi super-massimi             |
| Oro      | Pavel Lednëv Borys Onyščenko Vladimir Šmelëv | Pentathlon moderno | Gara a squadre                 |
| Oro      | Unione Sovietica | Pallacanestro      | Torneo maschile                |
| Oro      | Unione Sovietica | Pallanuoto         | Torneo maschile                |
| Oro      | Nina Smoleyeva Tatyana Tretyakova-Ponyaeva Lyubov Tyurina Inna Ryskal Roza Salikhova Tatyana Sarycheva Tatyana Gonobobleva Natalya Kudreva Galina El'nickaja Lyudmila Borozna Ljudmila Meščerjakova Vera Duyunova-Galushka | Pallavolo          | Torneo femminile               |
| Oro      | Boris Kuznetsov | Pugilato           | Pesi piuma                     |
| Oro      | Vjačeslav Lemešev | Pugilato           | Pesi medi                      |
| Oro      | Viktor Sidjak | Scherma            | Sciabola individuale           |
| Oro      | Svetlana Čirkova Aleksandra Zabelina Elena Novikova-Belova Galina Gorokhova Tatyana Samusenko-Petrenko | Scherma            | Fioretto a squadre             |
| Oro      | Mukharby Kirzhinov | Sollevamento pesi  | Pesi leggeri                   |
| Oro      | Jaan Talts | Sollevamento pesi  | Pesi massimi                   |
| Oro      | Vasilij Alekseev | Sollevamento pesi  | Pesi super-massimi             |
| Oro      | Jakov Železnjak | Tiro               | Bersaglio mobile 50 m          |
| Oro      | Vladimir Vasin | Tuffi              | Piattaforma 10 m               |
| Oro      | Vitaliy Dyrdyra Valentin Mankin | Vela               | Classe Tempest                 |
| Argento  | Jevhen Aržanov | Atletica leggera   | 800 metri                      |
| Argento  | Valerij Borzov Aleksandr Korneljuk Vladimir Loveckij Jurij Silov | Atletica leggera   | Staffetta 4x100                |
| Argento  | Vladimir Golubničij | Atletica leggera   | Marcia 20 km                   |
| Argento  | Leonid Litvinenko | Atletica leggera   | Decathlon                      |
| Argento  | Jānis Lūsis | Atletica leggera   | Tiro del giavellotto           |
| Argento  | Veniamin Soldatenko | Atletica leggera   | Marcia 50 km                   |
| Argento  | Nijolė Sabaitė | Atletica leggera   | 800 metri                      |
| Argento  | Elena Petuškova | Equitazione        | Dressage individuale           |
| Argento  | Viktor Klimenko | Ginnastica         | Volteggio                      |
| Argento  | Michail Voronin | Ginnastica         | Anelli                         |
| Argento  | Eduard Mikaelyan Vladimir Shchukin Michail Voronin Viktor Klimenko Nikolaj Andrianov Aleksandr Maleyev | Ginnastica         | Concorso a squadre             |
| Argento  | Olga Korbut | Ginnastica         | Parallele asimmetriche         |
| Argento  | Tamara Lazakovič | Ginnastica         | Trave                          |
| Argento  | Ljudmila Turiščeva | Ginnastica         | Corpo libero                   |
| Argento  | Vitalij Kuznecov | Judo               | Open                           |
| Argento  | Anatolij Nazarenko | Lotta greco-romana | Pesi medi                      |
| Argento  | Nikolaj Jakovenko | Lotta greco-romana | Pesi massimi                   |
| Argento  | Arsen Alachverdiev | Lotta libera       | Pesi mosca                     |
| Argento  | Gennady Strakhov | Lotta libera       | Pesi massimi leggeri           |
| Argento  | Viktor Mazanov Viktor Aboimov Vladimir Bure Igor Grivennikov | Nuoto              | Staffetta 4x100 stile libero   |
| Argento  | Galina Stepanova | Nuoto              | 100 rana                       |
| Argento  | Borys Onyščenko | Pentathlon moderno | Gara individuale               |
| Argento  | Leonid Romanov Vasyl' Stankovyč Vladimir Denisov Anatolij Kotešev Viktor Putjatin | Scherma            | Fioretto individuale           |
| Argento  | Viktor Sidjak Ėduard Vinokurov Viktor Baženov Vladimir Nazlymov Mark Rakita | Scherma            | Sciabola individuale           |
| Argento  | Dito Šanidze | Sollevamento pesi  | Pesi piuma                     |
| Argento  | Evgenij Petrov | Tiro               | Skeet                          |
| Argento  | Boris Melnik | Tiro               | Fucile libero 3 posizioni      |
| Bronzo   | Vasilij Chmelevskij | Atletica leggera   | Lancio del martello            |
| Bronzo   | Arkadi Andreasyan Oleh Blochin Revaz Dzodzuashvili Gennadij Evrjužichin Jurij Istomin Andrej Jakubik Jurij Jelisjejev Volodymyr Kaplyčnyj Murtaz Khurtsilava Viktor Kolotov Anatolij Kuksov Evgenij Lovčev Sergej Ol'šanskij Volodymyr Onyščenko Vladimir Pil'guj Evgenij Rudakov József Szabó Vjačeslav Semenov Hovhannes Zanazanyan | Calcio             | Torneo maschile                |
| Bronzo   | Omar Pkhak'adze | Ciclismo           | Velocità individuale           |
| Bronzo   | Nikolaj Andrianov | Ginnastica         | Volteggio                      |
| Bronzo   | Tamara Lazakovič | Ginnastica         | Concorso individuale femminile |
| Bronzo   | Tamara Lazakovič | Ginnastica         | Corpo libero                   |
| Bronzo   | Ljudmila Turiščeva | Ginnastica         | Volteggio                      |
| Bronzo   | Anatolij Novikov | Judo               | Pesi medio-leggeri             |
| Bronzo   | Givi Onashvili | Judo               | Pesi massimi                   |
| Bronzo   | Ruslan Ašuraliev | Lotta libera       | Pesi leggeri                   |
| Bronzo   | Vladimir Bure | Nuoto              | 100 stile libero               |
| Bronzo   | Igor Grivennikov Viktor Mazanov Georgij Kulikov Vladimir Bure | Nuoto              | 4x200 stile libero             |
| Bronzo   | Galina Stepanova | Nuoto              | 200 rana                       |
| Bronzo   | Aleksandr Saprykin Jurij Starunsky Leonid Zayko Vladimir Patkin Jurij Poyarkov Vladimir Putyatov Vladimir Kondra Valerij Kravčenko Yevgeny Lapinsky Viktor Borshch Yefim Chulak Vyatcheslav Domanyi | Pallavolo          | Torneo maschile                |
| Bronzo   | Pavel Lednëv | Pentathlon moderno | Concorso individuale           |
| Bronzo   | Vladimir Nazlymov | Scherma            | Sciabola maschile individuale  |
| Bronzo   | Galina Gorochova | Scherma            | Fioretto femminile individuale |
| Bronzo   | Igor' Valetov Georgij Zažickij Grigorij Kriss Viktor Modzalevskij Sergej Paramonov | Scherma            | Spada maschile a squadre       |
| Bronzo   | Gennadij Četin | Sollevamento pesi  | Pesi gallo                     |
| Bronzo   | Viktor Torshin | Tiro               | Pistola 25 m                   |
| Bronzo   | Ėmma Gapčenko | Tiro con l'arco    | Individuale femminile          |
| Bronzo   | Viktor Potapov | Vela               | Classe Finn                    |

## Risultati

### Pallacanestro
| Atleta | Classifica |
| --- | ---------- |
| V · D · M Nazionale sovietica - Pallacanestro ai Giochi della XX Olimpiade 4 Polivoda · 5 Paulauskas · 6 Sak'andelidze · 7 Žarmuchamedov · 8 Bološev · 9 Jadėška · 10 S. Belov · 11 Korkia · 12 Dvornyj · 13 Vol'nov · 14 A. Belov · 15 Kovalenko · All. Vladimir Kondrašin | Oro        |
| Nazionale sovietica - Pallacanestro ai Giochi della XX Olimpiade |            |
| 4 Polivoda · 5 Paulauskas · 6 Sak'andelidze · 7 Žarmuchamedov · 8 Bološev · 9 Jadėška · 10 S. Belov · 11 Korkia · 12 Dvornyj · 13 Vol'nov · 14 A. Belov · 15 Kovalenko · All. Vladimir Kondrašin                                                                            |            |

### Pallanuoto
| Atleta | Classifica |                             |
| --- | --- | --------------------------- |
| V · D · M Nazionale maschile sovietica di pallanuoto · Giochi olimpici - Monaco di Baviera 1972 Akimov · Barkalov · Guljaev · Dolgušin · Dreval' · Žmudskij · Kabanov · Osipov · Sobčenko · Mel'nikov · Šidlovskij · CT : Vladimir Semënov | Oro |                             |
| Nazionale maschile sovietica di pallanuoto · Giochi olimpici - Monaco di Baviera 1972 | |                             |
| Akimov · Barkalov · Guljaev · Dolgušin · Dreval' · Žmudskij · Kabanov · Osipov · Sobčenko · Mel'nikov · Šidlovskij · CT: Vladimir Semënov                                                                                                  | Akimov · Barkalov · Guljaev · Dolgušin · Dreval' · Žmudskij · Kabanov · Osipov · Sobčenko · Mel'nikov · Šidlovskij · CT: Vladimir Semënov | Unione Sovietica (bandiera) |